# 1. deild islandzka w piłce nożnej (2022)
1. deild 2022 (znana jako Lengjudeild karla ze względów sponsorskich) – 68. edycja 2 poziomu rozgrywek piłki nożnej na Islandii.
Brało w niej udział 12 drużyn, które w okresie od 5 maja do 17 września 2022 rozegrały 22 kolejki meczów. Promocję uzyskały Fylkir i HK.

## Drużyny
| Uczestnicy poprzedniej edycji                                                                                 | Uczestnicy poprzedniej edycji | Uczestnicy poprzedniej edycji | Uczestnicy poprzedniej edycji |
| --- | ----------------------------- | ----------------------------- | ----------------------------- |
| FJÖ | Fjölnir                       | 3                             |                               |
| KÓR | Kórdrengir                    | 4                             |                               |
| VES | Vestri                        | 5                             |                               |
| ÍG | Grótta                        | 6                             |                               |
| GRI | Grindavík                     | 7                             |                               |
| SEL | Selfoss                       | 8                             |                               |
| ÞÓR | Þór Akureyri                  | 9                             |                               |
| AFT | Afturelding                   | 10                            |                               |
| Spadek z Úrvalsdeild                                                                                          |                               |                               |                               |
| HKÓ | HK                            | 11                            |                               |
| FYL | Fylkir                        | 12                            |                               |
| Awans z 2. deild karla                                                                                        |                               |                               |                               |
| ÞRR | Þróttur Reykjavík             | 1                             |                               |
| KV | Vesturbæjar                   | 2                             |                               |
| Oznaczenia: - kolumna pierwsza – skróty nazw drużyn, - kolumna trzecia – miejsce zajęte w poprzednim sezonie. |                               |                               |                               |

## Tabela
| Lp. | Drużyna               | M  | Z  | R | P  | B+ | B- | +/– | Pkt | Awans lub spadek           |
| --- | --------------------- | -- | -- | - | -- | -- | -- | --- | --- | -------------------------- |
| 1   | Fylkir (M, A)         | 22 | 16 | 3 | 3  | 63 | 23 | +40 | 51  | awans do Besta deild karla |
| 2   | HK (A)                | 22 | 15 | 1 | 6  | 46 | 30 | +16 | 46  | awans do Besta deild karla |
| 3   | Grótta                | 22 | 12 | 1 | 9  | 42 | 33 | +9  | 37  |                            |
| 4   | Fjölnir               | 22 | 11 | 3 | 8  | 51 | 37 | +14 | 36  |                            |
| 5   | Kórdrengir (W)        | 22 | 9  | 6 | 7  | 36 | 30 | +6  | 33  | wykluczona                 |
| 6   | Grindavík             | 22 | 8  | 6 | 8  | 43 | 40 | +3  | 30  |                            |
| 7   | Þór Akureyri          | 22 | 9  | 3 | 10 | 31 | 35 | −4  | 30  |                            |
| 8   | Afturelding           | 22 | 8  | 5 | 9  | 39 | 39 | 0   | 29  |                            |
| 9   | Selfoss               | 22 | 8  | 5 | 9  | 36 | 39 | −3  | 29  |                            |
| 10  | Vestri                | 22 | 7  | 7 | 8  | 36 | 44 | −8  | 28  |                            |
| 11  | KV (S)                | 22 | 5  | 3 | 14 | 0  | 52 | −52 | 18  | spadek do 2. deild karla   |
| 12  | Þróttur Reykjavík (S) | 22 | 1  | 3 | 18 | 8  | 56 | −48 | 6   | spadek do 2. deild karla   |

1. ↑  Kórdrengir(inne języki) został wykluczony z rozgrywek[1][2][3][4][5].

## Wyniki
| Gospodarz \ Gość  | AFT | FJÖ | FYL | GRI | GRÓ | HK  | KÓR | KV  | SEL | ÞÓR | ÞRÓ | VES |
| ----------------- | --- | --- | --- | --- | --- | --- | --- | --- | --- | --- | --- | --- |
| Afturelding       |     | 1–5 | 0–2 | 1–1 | 2–2 | 0–1 | 2–1 | 4–1 | 1–1 | 4–1 | 4–0 | 0–2 |
| Fjölnir           | 2–1 |     | 0–2 | 4–3 | 0–1 | 3–1 | 1–1 | 3–1 | 4–1 | 4–1 | 6–0 | 1–2 |
| Fylkir            | 2–2 | 5–2 |     | 5–2 | 5–1 | 0–1 | 4–1 | 3–1 | 4–3 | 4–0 | 4–0 | 5–0 |
| Grindavík         | 4–5 | 2–2 | 1–0 |     | 3–1 | 4–3 | 2–0 | 2–1 | 2–2 | 1–2 | 3–0 | 2–2 |
| Grótta            | 4–2 | 4–1 | 2–5 | 3–1 |     | 2–0 | 1–3 | 5–1 | 3–0 | 1–0 | 1–0 | 5–0 |
| HK                | 2–0 | 3–1 | 0–2 | 2–1 | 2–1 |     | 3–1 | 4–0 | 2–3 | 3–1 | 4–1 | 2–1 |
| Kórdrengir        | 4–0 | 0–0 | 1–1 | 1–1 | 1–0 | 1–3 |     | 2–0 | 4–3 | 2–4 | 1–0 | 4–0 |
| KV                | 2–1 | 1–4 | 2–3 | 1–3 | 2–1 | 1–3 | 2–2 |     | 1–2 | 1–0 | 1–1 | 1–1 |
| Selfoss           | 1–4 | 2–0 | 2–2 | 0–3 | 2–1 | 1–2 | 0–1 | 2–0 |     | 2–1 | 4–0 | 0–1 |
| Þór Akureyri      | 0–0 | 1–4 | 2–1 | 1–1 | 0–1 | 2–0 | 1–0 | 3–1 | 0–2 |     | 5–0 | 1–0 |
| Þróttur Reykjavík | 0–1 | 0–3 | 0–3 | 2–0 | 0–1 | 1–2 | 0–3 | 1–2 | 1–1 | 0–2 |     | 1–1 |
| Vestri            | 1–4 | 4–1 | 0–1 | 2–1 | 3–1 | 3–3 | 2–2 | 2–4 | 2–2 | 3–3 | 4–0 |     |

## Najlepsi strzelcy
| Bramki | Strzelcy                   | Drużyna      |
| ------ | -------------------------- | ------------ |
| 17     | Kjartan Kári Halldórsson   | Grótta       |
| 15     | Mathias Laursen            | Fylkir       |
| 14     | Benedikt Daríus Gardarsson | Fylkir       |
| 11     | Hákon Ingi Jónsson         | Fjölnir      |
| 11     | Harley Willard             | Þór Akureyri |
| 11     | Gonzalo Zamorano           | Selfoss      |
| 10     | Marciano Aziz              | Afturelding  |
| 10     | Stefán Ingi Sigurðarson    | HK           |
| 9      | Gary Martin                | Selfoss      |

Źródło: 